# Richard Dubreuil
Ricardo Dubreuil – wenezuelski judoka. 
Wicemistrz igrzysk Ameryki Środkowej i Karaibów w 1970. Brązowy medalista mistrzostw panamerykańskich w 1970 roku.